# Bryconexodon juruenae
Bryconexodon juruenae är en fiskart som beskrevs av Géry, 1980. Bryconexodon juruenae ingår i släktet Bryconexodon och familjen Characidae. Inga underarter finns listade.